# Wimpernzange

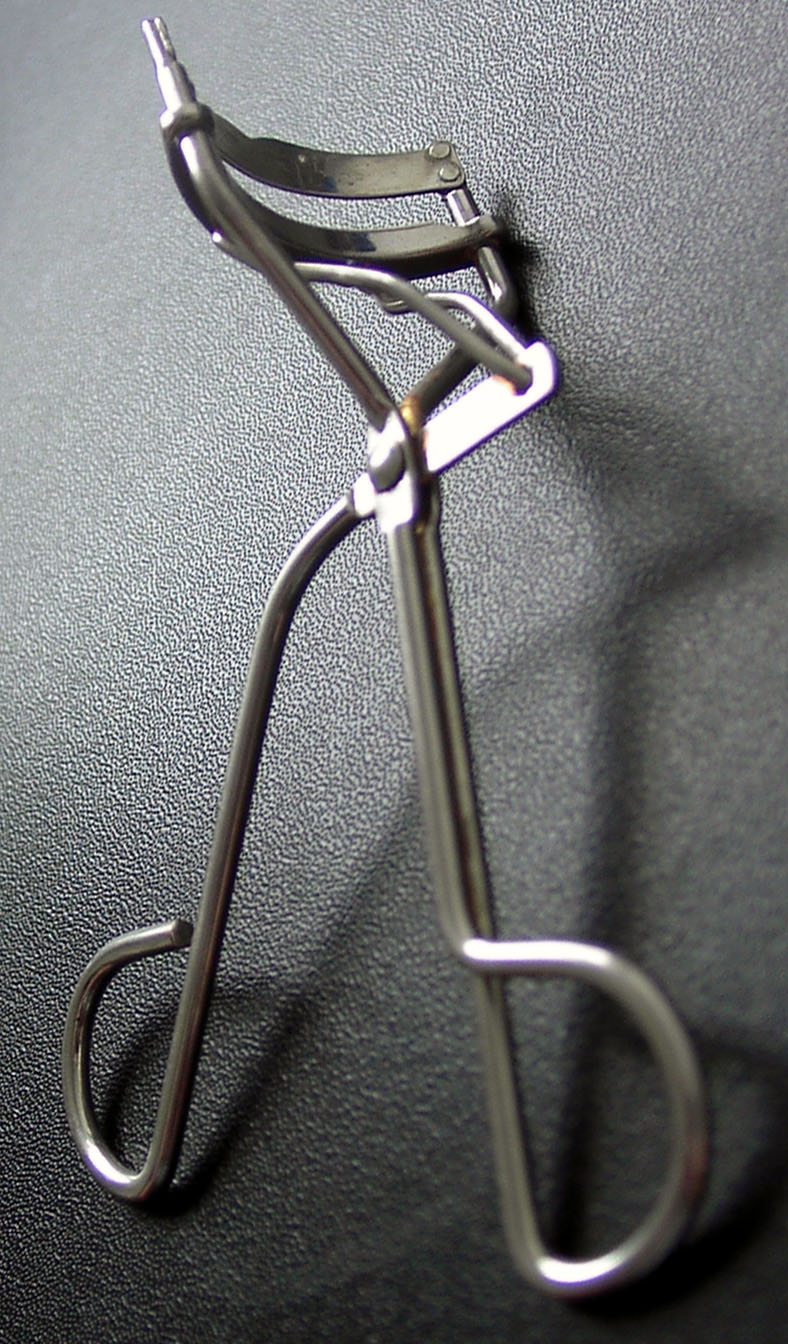
Wimpernzange

Eine Wimpernzange dient dazu, die Wimpern – besonders des oberen Augenlids – so zu verformen, dass sie sich stärker als von Natur aus nach oben wölben.
Das an eine Schere erinnernde Gerät ist an den Spitzen bogenförmig verbreitert und mit Samtstreifen oder Kunststoff gepolstert. Diese Enden werden an das Augenlid angelegt und die Wimpern durch Schließen der Schere für einige Sekunden bis zu einer Minute in Form gepresst. Der Effekt hält mehrere Stunden an, besonders wenn die Wimpern anschließend getuscht werden. Es gibt auch elektrisch beheizte Geräte nach dem Vorbild des Lockenstabs, die schneller und anhaltender wirken.
Wimpernzangen sollten nur vor dem Schminken eingesetzt werden und können bei zu häufigem Gebrauch die Wimpern schädigen.

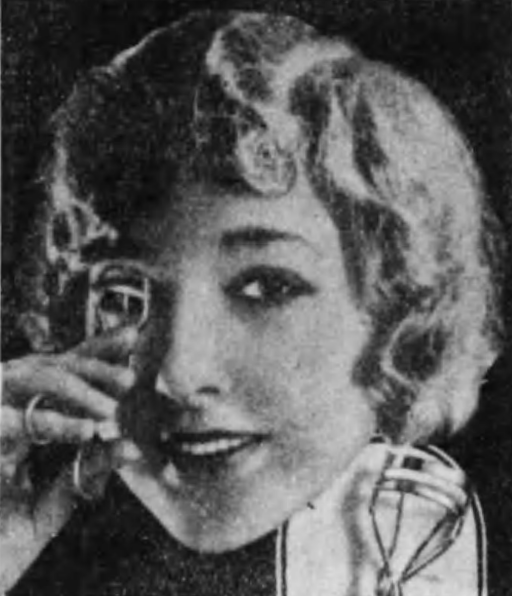
Historische Aufnahme von der Anwendung einer Wimpernzange, 1928